# Zuid-Thürings voetbalkampioenschap 1928/29
In 1928/29 werd het tiende voetbalkampioenschap van Zuid-Thüringen gespeeld, dat georganiseerd werd door de Midden-Duitse voetbalbond. 
VfB 1907 Coburg werd kampioen en plaatste zich voor de Midden-Duitse eindronde. De club versloeg SpVgg Gelb-Rot Meiningen, FC Preußen 1909 Langensalza, Hallescher FC Wacker en verloor dan in de halve finale van Dresdner SC. 

## Gauliga
| Plaats | Club                        | Wed. | W  | G | V  | Saldo | Ptn.  |
| ------ | --------------------------- | ---- | -- | - | -- | ----- | ----- |
| 1.     | VfB 1907 Coburg             | 18   | 15 | 1 | 2  | 72:22 | 31:5  |
| 2.     | SC 06 Oberlind              | 18   | 14 | 1 | 3  | 60:21 | 29:7  |
| 3.     | 1. FC 07 Lauscha            | 18   | 12 | 2 | 4  | 54:25 | 26:10 |
| 4.     | SV 1908 Steinach            | 18   | 8  | 4 | 6  | 47:39 | 20:16 |
| 5.     | 1. SC Sonneberg 04          | 18   | 5  | 7 | 6  | 33:45 | 17:19 |
| 6.     | SpVgg Neuhaus-Igelshieb     | 18   | 5  | 5 | 8  | 24:32 | 15:21 |
| 7.     | SV 1907 Neustadt/Coburg     | 18   | 4  | 6 | 8  | 30:53 | 14:22 |
| 8.     | SC Fröhlich Neustadt/Coburg | 18   | 3  | 6 | 9  | 32:44 | 12:24 |
| 9.     | Sportring 1910 Sonneberg    | 18   | 3  | 4 | 11 | 21:46 | 10:36 |
| 10.    | 1. FC Köppelsdorf 1910      | 18   | 1  | 4 | 13 | 28:74 | 6:30  |

|  | Kampioen, geplaatst voor Midden-Duitse eindronde |